# Gisela Klingmüller
Gisela Klingmüller (* 3. Dezember 1884 in Kiel; † 23. Januar 1965 in Mannheim) war eine deutsche Aquarellmalerin.

## Leben

### Familie
Gisela Klingmüller war die Tochter des Professors für Orientalistik an der Universität Kiel Georg Hoffmann.
Sie war mit dem Kieler Dermatologen Viktor Klingmüller seit 1908 verheiratet und wohnte anfangs in der Waitzstr. 10 und später im Niemannsweg 76 in Kiel in der Nachbarschaft zu der Malerin Hedwig Josephi; gemeinsam hatten sie vier Söhne. Während des Zweiten Weltkriegs kamen ihr Ehemann und zwei ihrer Söhne ums Leben, dazu musste sie nach Bombenschäden ihr Kieler Haus räumen und zog für kurze Zeit nach Schwabstedt.

### Werdegang
Bereits in ihrer Kindheit hatte Gisela Klingmüller 1890 Malunterricht bei Georg Burmester erhalten; nach Gründung seiner Malschule in Möltenort besuchte sie diese von 1905 bis 1912. Ihr Ehemann, der sie in ihrer Malerei unterstützte, richtete ihr in der Villa im Niemannsweg ein Atelier ein.
Nachdem Georg Burmester 1912 an die Kunstakademie Kassel berufen worden war, suchte sie Kontakte zu anderen Künstlern, um deren Urteil über ihre Arbeiten zu hören; in Berlin unter anderem bei Lovis Corinth, Erich Heckel, Willy Jaeckel und Leo von König.
Während des Ersten Weltkriegs und bis in die Anfänge der 1930er Jahre versuchte sie, neben der Erziehung ihrer Söhne und den Aufgaben im Haushalt beziehungsweise den gesellschaftlichen Verpflichtungen, weiter zu arbeiten und Kontakte zu anderen schleswig-holsteinischen Künstlern zu knüpfen.
Von 1930 bis 1933 erteilte sie selbst Unterricht für junge Mädchen im Aquarellfach.
Während der Zeit des nationalsozialistischen Kunstdiktats hatte sie mit ihrer gegenständlichen, nur wenig expressiven Malweise und bei der Auswahl ihrer Sujets, unter anderem Porträt, Landschaft und Stillleben, keine Nachteile zu befürchten.
In den 1950er Jahren stand sie im engen Kontakt zu den Malern Karl Peter Röhl, Hans Rickers, Willi Langbein, Annemarie Ewertsen, Gertrud Wiebke Schröder (1897–1977), Alwin Blaue und zu Lilli Martius.

## Ausstellungen
- 1937 beteiligte Gisela Klingmüller sich an der Ausstellung Kunstschaffen in Kiel.
- Von 1952 bis 1955 war sie auf den Landesschauen Schleswig-Holsteinischer Künstler vertreten.
- 2015 wurden Bilder von ihr auf der Ausstellung CAUboys. Kunst und Universität in der Kunsthalle zu Kiel gezeigt.[3]

## Werke (Auswahl)
- Kunsthalle zu Kiel.
- Die Kieler Förde im Winter, Aquarell von 1928.
- Weg nach Ramstedt bei Schwabsteth, Aquarell aus den 1940er Jahren.[4]
- Liliental, Aquarell von 1942.[5]
- Schwabstedt, Aquarell von 1945.[6]
- Winterstimmung über dem Binnensee von Stöfs, Aquarell von 1946.
- Todendorf, Bauernhaus mit Blick auf die Ostsee, Aquarell von 1947.
- Probsteierhagen, Aquarell von 1947.[7]